# Poseung-eup
Poseung-eup (포승읍) est une ville de Corée du Sud. Elle est située dans la municipalité de Pyeongtaek et la province du Gyeonggi, dans la partie centrale de la province, à 70 km au sud de Séoul, la capitale.

## Histoire
Poseung-eup a été séparé de Seongseong-gun et a fusionné avec Suwon-gun, et lui a appartenu jusqu’à la fin de Guhan, la période coloniale japonaise, mais en 1914, lorsque la division administrative a été réorganisée en 2006, Poseung-myeon a été fusionné avec toute la région de Pomyeon-myeon, Seungyang-myeon, et une partie d’An-myeon, et a été appelé Poseung-myeon d’après le caractère « Po » (浦) dans Pomyeon et « Seung » (升) dans Seungyang-myeon. Plus tard, en raison de la croissance démographique et des progrès de l’urbanisation, il a été élevé au statut de Poseung-eup le 12 décembre 2009.

## Caractéristiques
En plus des complexes portuaires et des parcs industriels centrés sur les ports de Pyeongtaek et Dangjin, Poseung-eup est également directement relié au pont de Seohae sur l’autoroute de la côte ouest, offrant une passerelle de la région métropolitaine à la province du Chungcheong du Sud. Les réseaux de transport environnants tels que la ville d’Asan et la ville de Cheonan sont bien développés. Il y a aussi des ferries des terminaux internationaux de passagers dans les ports de Pyeongtaek et Dangjin à Weihai, province du Shandong, Chine.

## Climat
Le climat est continental. La température moyenne est de 12° C. Le mois le plus chaud de l’année est août, avec 23° C, et le mois le plus froid est janvier, avec −4° C. Les précipitations moyennes sont de 1 580 millimètres par an. Le mois le plus pluvieux est août, avec 368 millimètres de pluie, et le mois le plus sec est janvier, avec 33 millimètres.